# トランスパダーナ共和国

トランスパダーナ共和国
Repubblica Transpadana (イタリア語)

1796年の北イタリアの地図
ミラノ公国が廃されトランスパダーナ共和国が建国された。

トランスパダーナ共和国（イタリア語: Repubblica Transpadana）は、18世紀のイタリアに存在したフランスの姉妹共和国の一つ。
1796年にナポレオン・ボナパルト率いるフランス軍が北イタリアに侵攻し、オーストリア配下となっていたミラノ公国を廃し成立させた。
翌1797年7月9日にはチスパダーナ共和国と合併し、チザルピーナ共和国となった。